# Paolo Bertoli

Kardinalswappen von Paolo Bertoli

Paolo Kardinal Bertoli (* 1. Februar 1908 in Poggio (Ortsteil der Gemeinde Camporgiano), Provinz Lucca; † 8. November 2001 in Rom) war ein päpstlicher Diplomat und Kurienkardinal der römisch-katholischen Kirche. Von 1979 bis 1985 war er Kardinalkämmerer der Römischen Kirche.

## Leben
Bertoli studierte zunächst in Lucca, danach am Päpstlichen Römischen Priesterseminar in Rom. Nach dem Studium empfing er am 15. August 1930 in Lucca das Sakrament der Priesterweihe. Bereits 1933 wurde er zum ersten Sprecher, dann zum Sekretär der Apostolischen Nuntiatur in Belgrad unter Nuntius Ermenegildo Pellegrinetti. Während des Zweiten Weltkrieges wirkte er zunächst in der Nuntiatur in Paris, dann 1942 in der von Haiti. 1946 wechselte er nach Bern in die Schweiz, wo er an zahlreichen internationalen Konferenzen zum Studium der Probleme der Kriegsflüchtlinge teilnahm. 1948 nahm er auch an der internationalen Konferenz des Roten Kreuzes in Stockholm teil und repräsentierte den Heiligen Stuhl bei der Konferenz zur Revision der Genfer Konventionen. Im Frühjahr 1949 sollte er in die Nuntiatur von Prag wechseln, was aber am Widerstand der tschechoslowakischen Regierung scheiterte.
Am 24. März 1952 ernannte ihn Papst Pius XII. zum Titularerzbischof von Nicomedia und zum Apostolischen Delegaten für die Türkei. Die Bischofsweihe spendete ihm Eugène Kardinal Tisserant am 11. Mai desselben Jahres; Mitkonsekratoren waren die Kurienerzbischöfe Valerio Valeri und Filippo Bernardini. Bereits ein Jahr später, am 7. Mai 1953, wurde er zum Apostolischen Nuntius in Kolumbien, dann am 15. April 1959 im Libanon und am 16. April 1960 in Frankreich ernannt. Von 1962 bis 1965 nahm er am Zweiten Vatikanischen Konzil teil.
Von Papst Paul VI. im Konsistorium des 28. April 1969 als Kardinaldiakon mit der Titeldiakonie San Girolamo della Carità in das Kardinalskollegium aufgenommen, wurde er am 7. Mai 1969 zum Kardinalpräfekten der gleichzeitig neu geordneten Kongregation für die Selig- und Heiligsprechungsprozesse bestimmt, was er bis zum 1. März 1973 blieb. Am 5. März 1973 wurde er zum Kardinalpriester der Titelkirche San Girolamo dei Croati erhoben. 1976 wurde er von Papst Paul VI. während der dortigen blutigen Krise erneut in den Libanon geschickt.
Im August 1978 nahm er am Konklave teil, das Johannes Paul I. wählte, schließlich zwei Monate später am Oktober-Konklave 1978, aus dem Johannes Paul II. als Papst hervorging. Vom 27. Januar bis 13. Februar 1979 nahm Kardinal Bertoli an der dritten Generalkonferenz des lateinamerikanischen Episkopats in Puebla teil. Johannes Paul II. ernannte ihn am 5. Mai 1979 zum Kardinalkämmerer der katholischen Kirche, was am 30. Juni 1979 eine Erhebung zum Kardinalbischof von Frascati nach sich zog. Als solcher war er am 24. Dezember bei der Eröffnung des außerordentlichen Heiligen Jahres auch päpstlicher Legat für die Öffnung der Heiligen Pforte der Patriarchalbasilika Sankt Paul vor den Mauern. Er blieb Camerlengo bis zum 25. März 1985.
Am 8. November 2001 starb Paolo Bertoli im Alter von 93 Jahren. Er wurde in seinem Geburtsort Poggio beigesetzt.